# Музей радио и телевидения
Музей радио и телевидения в городе Лахти, получивший новое название фин. Mastola после реконструкции 2014—2016 годов, расположился в бывшем здании теле-радиостанции Yleisradio на холмe Radiomäki, самой высокой точке г. Лахти у подножия двух 150- метровых мачт, ставших визитной карточкой г. Лахти.
Музей был основан в 1993 году вскоре после того, как радиостанция Yle прекратила свое вещание в г. Лахти.
Задачей музея является демонстрация артефактов, традиций и истории развития финского радио и телевидения, сбор, хранение материалов, а также исследовательская работа, связанная с деятельностью радио и телевидения Финляндии.

## Экспозиции музея
Музейные экспозиции рассказывают об истории финского радио и телевидения. Идейным вдохновителем создания музея явился главный инженер, а затем руководитель радиостанции г. Лахти Арви Хаувонен. С первых дней начала работы радиостанции он организовал сбор экспонатов музея в подвале старого здания станции.
В музее представлена коллекция оборудования первой в истории Финляндии длинноволновой общественной вещательной радиостанции Ylleisradio, которая была открыта в г. Лахти в 1928 году, а с 1958 до 1993 года функционировала уже как теле-радиостанция.
Коллекция включает в себя приемное, передающее и студийное оборудование радио и телевидения. Кроме этого представлена коллекция потребительского оборудования, демонстрирующая его эволюцию и включающая в себя вещательные приемники, аудио магнитофоны, телефоны, радиолампы и пр.
На 1 этаже музея расположен пункт радиолюбительского радио, представленный в виде действующей музейной мемориальной радиостанции OH3R имени Арви Хаувонена. По воскресеньям в дни дежурства радиолюбительского клуба г. Лахти OH3AC можно познакомиться с этим увлекательным хобби, а также попробовать связаться с любительскими радиостанциями разных стран мира.
Как взрослые, так и дети могут найти в музее для себя увлекательные экспозиции и интерактивные эксперименты.
В музейной телестудии, которая также находится на 1 этаже здания музея, можно попробовать себя в роли телеведущего или даже артиста и записать этот эксперимент на электронный носитель. Для более полного погружения в роль музей предоставляет гримерную и костюмерную.
В музее также представлены радио- и телепрограммы разных эпох, кроме того знакомые по телевидению герои мультфильмов и любимые истории прошлых десятилетий переносят зрителя в прошлое.